# Luis Sobrevilla González
Luis Sobrevilla González fue un político peruano.
Fue elegido diputado por Junín en 1956 en las Elecciones de 1956 en los que salió elegido Manuel Prado Ugarteche. Su mandato se vio interrumpido días antes de que terminara por el golpe de Estado realizado por los generales Ricardo Pérez Godoy y Nicolás Lindley.
En las elecciones municipales de 1963 fue elegido alcalde del distrito de El Tambo en la provincia de Huancayo por la Alianza Acción Popular - Democracia Cristiana